# Jacopo de' Boateri
Jacopo de' Boateri (fl. XVI secolo) è stato un pittore italiano del Rinascimento attivo intorno al 1540.

## Biografia
Viene considerato un seguace di Francesco Francia. Sue opere sono esposte alla Galleria Borghese di Roma e al Museo del Louvre di Parigi.